# Luisa Tamanini
Luisa Tamanini (Trento, 31 de gener de 1980) va ser una ciclista italiana, professional del 1999 al 2013. Del seu palmarès destaca la medalla d'or als Jocs del Mediterrani de 2009.

## Palmarès
- 2003
  - 1a al Giro del Trentino
- 2004
  - Vencedora d'una etapa al Tour de l'Ardecha
- 2005
  - Vencedora d'una etapa al Tour féminin en Limousin
- 2007
  - 1a a la Giornata Rosa di Nove
- 2009
  - Medalla d'or als Jocs del Mediterrani en la prova en ruta